# Цуцик!
Цуцик! (англ. Puppy) — американський фентезійний комедійний короткометражний мультфільм 2017 року. Це продовження історії повнометражних мультфільмів Монстри на канікулах та Монстри на канікулах 2.

## Сюжет
У готелі «Трансильванія» відбувається справжній переполох, коли Денніс отримує у подарунок величезного пса-монстра.

## Озвучування
| Актор        | Роль    |
| ------------ | ------- |
| Ешер Блінкоф | Денніс  |
| Селена Гомес | Мевіс   |
| Енді Семберг | Джонні  |
| Адам Сендлер | Дракула |
| Джо Вайт     | Цуценя  |

## Прем'єра
Прем'єра відбулася 17 серпня 2017 року у кінотеатрах України з анімаційним комедійним мультфільмом «Емоджі Муві».